# مارك جيل
مارك جيل هو ممثل فلبيني، ولد في 25 أغسطس 1961 بمانيلا في الفلبين، وتوفي بنفس المكان في 1 سبتمبر 2014 بسبب تشمع الكبد.

## وصلات خارجية
- مارك جيل على موقع IMDb (الإنجليزية)
- مارك جيل على موقع قاعدة بيانات الفيلم (الإنجليزية)